# Illa Sverdrup (Groenlàndia)
|  | Aquest article tracta sobre l'illa de Groenlàndia. Vegeu-ne altres significats a «Illa Sverdrup». |

L'illa Sverdrup (en danès Sverdrup Ø) és una illa deshabitada situada a la part septentrional de Groenlàndia, dins el Parc Nacional del Nord-est de Groenlàndia. Porta el nom en record a Otto Sverdrup.

## Geografia
L'illa Sverdrup es troba a l'oest de la Terra de Nansen i al nord de Terra de Freuchen, a la desembocadura del fiord J.P. Koch, al mar de Lincoln. A l'est hi ha les illes Elison i l'John Murray. Té una superfície de 404,8 km² i un perímetre de 126,3 quilòmetres. L'illa és muntanyosa, amb el cim més alt que s'eleva a fins als 1.290 msnm.